# ガインドゥバル
ガインドゥバル（モンゴル語: Gaindu-dpal、生没年不詳）は、14世紀前半にコデン・ウルスに仕えたスルドス部出身の領侯。
「孫都思氏世勲之碑」などの漢文史料では健都班（jiàndōubān）と記される。

## 概要
ガインドゥバルの先祖は幼い頃のチンギス・カンの窮地を救った功績のあるモンゴル帝国最高幹部の一人のチラウンで、ガインドゥバルはチラウンの五世孫にあたる。チラウンの息子の一人、アラカンとその息子のソグドゥは元々トルイ・ウルスに属していたが、オゴデイ家のコデンが独自のウルス（コデン・ウルス）を形成した時にこれに属し、以後コデン・ウルスの王傅として代々ウルス内で高い地位を得るようになっていた。
ソグドゥの息子のタングタイはコデン・ウルス当主ジビク・テムルの乳兄弟であったことから側近中の側近として重用され、50年に渡ってコデン・ウルスの統治に携わり、76歳で亡くなって西涼州に葬られた。タングタイの息子がガインドゥバルで、ガインドゥバルは父のタングタイの高い地位を継承した。
ガインドゥバルは父の地位を継承すると、王府・ゲルン＝クウド・ヌドゥチ・バウルチ・シバウチ・カラチ・軍民諸色人匠を統べた。至治2年（1322年）、ゲゲーン・カアン（英宗シデバラ）より朝列大夫・永昌路総管の地位を授かった。泰定2年（1325年）、更に中順大夫となり、永昌路ダルガチの地位も得て泰定3年（1326年）には亜中大夫・王傅府射となった。
天暦元年（1328年）、天暦の内乱を経てジャヤガトゥ・カアン（文宗トク・テムル）が即位すると、時のコデン・ウルス当主イェス・エブゲンはガインドゥバルとともに朝廷を訪れた。この時、ガインドゥバルは同行する者の中から50人をカアン（皇帝）のケシクテイ（親衛隊）に推薦し、自らもまたその首班としてケシクテイに入った。ガインドゥバルは応対に優れていたため、奉議大夫同僉太常礼儀院から参議詹事院事を経て、監察御史・中書省左司員外郎の地位を授かった。カアンにも仕えて高い地位をガインドゥバルの功績を称えて「孫都思氏世勲之碑」という碑文が建立され、碑文はアラカンからガインドゥに至る一族の記録を唯一伝える史料として現在まで伝えられている。

## スルドス部ソルカン・シラ家
- 千人隊長ソルカン・シラ（Sorqan Šira ＞鎖児罕失剌/suŏérhǎnshīlà,سورغان شيره/Sūrghān Shīra）
  - チラウン・バートル（Čila'un ＞赤老温/chìlǎowēn,چيلاوغان بهادر/Chīlāūghān bahādur）
    - スドン・ノヤン（Sudon noyan ＞سدون نویان/Sudūn Nūyān）
      - カジュダル（Qajudar ＞قاجودر/Qājūdar）
      - サルタク・ノヤン（Sartaq noyan ＞سرتاق نویان/Sartāq Nūyān）
      - 万人隊長ブルジャ（Burja ＞بورجه/Būrja）
      - 極位御家人スンジャク・ノヤン（Sunjaq noyan ＞سونجاق نویان/Sūnjāq Nūyān）
      - トダン（Tudan ＞تودان/Tūdān）
        - マリク（Malik ＞ملك）
          - 万人隊長チュバン（Čuban ＞出班/chūbān,جوبان/Jūbān）
            - アミール・ハサン（Amīr Ḥasan ＞أمير حسن）
            - テムル・タシュ（Temür taš ＞أمير تیمور تاش/Amīr tīmūr Tāsh）
            - ダムシャク・ホージャ（Damshaq noyan ＞خواجه نویان）
            - シャイフ・マフムード（Shaikh Maḥmūd ＞شيخ محمود）

    - アラカン（Alaqan ＞阿剌罕/ālàhǎn）
      - ソグドゥ（Soγudu ＞鎖兀都/suŏwùdōu）
        - タングタイ（Tangγutai ＞唐古䚟/tánggŭdǎi）
          - ガインドゥバル（Gaindu-dpal ＞健都班/jiàndōubān）

    - ナドル・ビチクチ（Nadr ＞納図児/nàtúér）
      - チャラン（Čalan ＞察剌/chálà）
        - ウクナ（Uquna ＞忽訥/hūnè）
          - トク・テムル（Toq temür ＞脱帖穆耳/tuōtièmùěr）
            - オルク・ブカ（Örüg buqa ＞月魯不花/yuèlǔbùhuā）

  - チンバイ（Čimbai ＞沈伯/shĕnbǎi）